# Андротіон
Андротіон (дав.-гр. Ἀνδροτίων, бл. 410—340 років до н. е.) — афінський політик, оратор і аттидограф IV століття до н. е.
Андротіон був старшим і, можливо, єдиним сином Андрона, онуком Андротіона, з дема Гаргет аттичної філи Єгеїда. Батько Андротіона Андрон двічі згаданий в діалогах Платона серед учнів знаменитих софістів. Навчання в давній Елладі було платним. На підставі зіставлення цих фактів сучасні історики припускають, що Андротіон мав походження з багатої сім'ї. У 411 році до н. е. Андрон входив до складу короткочасного уряду «олігархії чотирьохсот» в Афінах. Також він був близьким з державним діячем Фераменом. У тому ж 411 році до н. е. Андрон ініціював судовий процес проти філософа Антифона, сина Софіла, за звинуваченням у державній зраді. За рішенням суду Антифона стратили.
У молодості Андротіон навчався риторики в Ісократа. Демосфен охарактеризував його як «майстра говорити», так як «цій справі [він] присвятив все своє життя». Незадовго до Союзницької війни (357—355 років до н. е.) Андротіон був одним з афінських послів до Мавсола в Галікарнас. Після завершення війни протягом року командував афінським гарнізоном в Аркесині на острові Аморгос. У наступному році зайняв посаду члена Ради п'ятисот. Згідно з даними епіграфіки в цей час на один день був призначений епістатом. Також увійшов до складу колегії з десяти чоловік по стягненню заборгованості з афінян по військовому податку ейсфори. На цей час припадає діяльність Андротіона по наповненню державної скарбниці, шляхом переплавки храмових судин і золотих вінків.
По завершенню терміну повноважень Ради п'ятисот Андротіон виступив перед Народними зборами з пропозицією їх нагородити. Однак недоброзичливі люди Андротіона подали на нього в суд. Від імені Евтекмона з обвинуваченою промовою виступив Демосфен. Андротіона виправдали. Згодом його все-таки вигнали з Афін. Перебуваючи на засланні в місті Мегара, Андротіон написав 10-томну історичну працю «Аттіка», яку використовував, зокрема, Арістотель при написанні «Афінської політії». На сьогоднішній день збереглося лише 68 фрагментів з цієї праці.